# Sepiadarium kochii
Sepiadarium kochii — вид головоногих из семейства Sepiadarium отряда каракатицы.

## Описание
Этот вид вырастает до максимальной длины мантии примерно 3 см.

## Распространение
Sepiadarium kochii встречается в Индо-Западной части Тихого океана от Индии до Японии и по всему Индо-Малайскому региону.

## Среда обитания
Этот вид является демерсальным животным и был обнаружен на глубине 60 м.

## Охранный статус и взаимодействие с человеком
Sepiadarium kochii относится к видам, вызывающим наименьшие опасения. Безвреден для человека и не является объектом промысла.